# Agasta annamica
Agasta annamica es un coleóptero de la familia Chrysomelidae. Fue descrita en 1981 por Kimoto & Gressitt.